# Параболы
«Параболы» — девятая книга стихов Михаила Кузмина. Включает в себя стихи 1921—1922 годов.
Единственное издание книги при жизни автора было осуществлено издательством «Петрополис» в Берлине в декабре 1922 года с пометой на титульном листе «1923». К Кузмину, жившему в Петрограде, книга попала с большой задержкой. Автор, недовольный внешним видом книги и большим количеством опечаток, в 1924 году планировал переиздать сборник в издательстве «Academia» в Ленинграде, но этим планам не было суждено осуществиться.
Сборник составлен из семи частей:
1. Стихи об искусстве
2. Песни о душе
3. Морские идиллии
4. Путешествие по Италии
5. Пламень Федры
6. Вокруг
7. Пути Тамино

Четвёртая часть построена как рассказ о воображаемом путешествии по Италии Кузмина и его возлюбленного Ю. И. Юркуна. Тамино — одно из главных действующих лиц оперы Моцарта «Волшебная флейта», переводом которой на русский занимался Кузмин.